# 傅緯武
傅緯武（1907年—1998年），本名傅衍鑫，字志英，福建上杭人，中華民國首任官派澎湖縣長，桃園大溪國中前校長。

## 生平

### 童年
先世居福建上杭縣蛟洋乡，本名傅衍鑫的傅緯武是傅繼齡長子。八歲時，因其父傅繼齡考取律師，遷移福州，傅衍鑫入井樓小學就讀。十歲喪父，十二歲喪母，後返鄉就讀廣智小學，畢業後進富陽中學。

### 大陸時期
1924年（民國13年），以預備黨員的身份，加入中國國民黨；同年赴上海，就讀上海大學社會系。1926年（民國15年），參加國民革命軍北伐。民國17年（1928），任國民政府立法院書記。民國20年（1931），任國民政府文官處一等科員。民國21年（1932），任國民政府主席機要，兼管國璽印信 （時任國民政府主席為林森）。民國26年（1937），隨政府從南京遷往重慶，任文書局第三科科長。
民國34年（1945），台湾光复，台灣省行政長官公署派為澎湖縣首任縣長，籌設縣府事宜。民國35年（1946），官派首任縣長傅緯武接篆視事。傅緯武在澎湖縣長任內（官派首任），照顧鰥寡孤貧縣民，實施地方建設，事蹟常為地方父老所樂道; 在二二八事件時，充份掌握民情，調度得當，得以保全澎湖人民的身家安全。
民國36年（1947），擬調嘉義市任職，未行。

### 國民政府遷台後
中華民國政府遷台之後，長居桃园县大溪。民國38年（1949），調任桃園縣立大溪初級中學第三任校長。自此，桃園、中壢、龍潭、鶯歌、三峽、復興各鄉鎮子弟紛紛來校受教，學校人數驟增。轉任桃園大溪國中（初中）校長之後，培植無數學子，地方上多任首長與仕紳均為其門生。此些皆為其生平重要功績。
民國45年（1956），為便利桃園地區學生就讀，創立桃園縣立大溪初級中學桃園分部一所，後經奉準獨立，定名為桃園縣立文昌初級中學，並兼任校長。 
民國46年（1957），在復興鄉設立復興分校，後經奉準併入桃園縣立介壽國民中學。
民國50年（1961），在八德鄉成立桃園縣立大溪初中八德分部一所，後經奉準獨立，成為桃園縣立八德初級中學。 
民國53年（1964），在大溪鎮一心里設立桃園縣立大溪初級中學一心分校，至56年（1967），奉準獨立，定名為桃園縣立大漢初級中學。
民國61年（1972），奉準退休。同年，與陶希聖合辦福興幼兒園，三年後結束園務。 
民國66年（1977），擔任紅十字會桃園縣支會總幹事。

### 退休後
民國86年（1997），於該會退休。
民國87年（1998），於睡眠中安然逝世，享壽九十有二。身後安奉於桃園大溪和平禪寺。

## 家庭
傅緯武共有四子二女，元配胡人和，安徽人，生二子一女。續弦傅葉青，生二子一女，台灣澎湖人。長子安定曾於新北國中任職 （現已退休）。次子安平曾於行政院任職 （現已退休）。三子安國曾於台中大學任教（現已退休）。四子安良現於桃園大學任教。長女安福，現旅居美國。次女安華曾於桃園大溪國中任教 （現已退休）。